# Alkor (Schiff, 1990)
Die Alkor ist ein deutsches Forschungsschiff. Eigner ist das Land Schleswig-Holstein. Betrieben wird das Schiff vom Helmholtz-Zentrum für Ozeanforschung Kiel (GEOMAR), die Bereederung erfolgt durch Briese Schiffahrt in Leer. Die Einsatzplanung obliegt der Steuergruppe „Mittlere Forschungsschiffe“ am Institut für Meereskunde der Universität Hamburg.

## Geschichte
Gebaut wurde das Schiff 1989/90 unter der Baunummer 0181 auf der Cassens-Werft in Emden. Die Kiellegung erfolgte am 9. Mai 1989, der Stapellauf fand am 11. September 1989 statt. Das Schiff, das im April 1990 fertiggestellt wurde, wurde am 2. Mai 1990 in Dienst gestellt und löste den 1965 gebauten Forschungskutter mit gleichem Namen ab. Das Schiff wurde als Sonderprojekt über das Bundesministerium für Forschung und Technologie finanziert. Die Baukosten beliefen sich auf rund 33 Millionen DM; das Land Schleswig-Holstein übernahm zehn Prozent der Kosten.
Die Alkor ist ein Schwesterschiff des Forschungsschiffes Heincke der Biologischen Anstalt Helgoland des Alfred-Wegener-Instituts für Polar- und Meeresforschung. Sie ist nach dem auch als „Reiterlein“ bezeichneten Begleitstern Alkor des Sterns Mizar im Großen Bären benannt. Stand 2015 sollen beide Schiffe 2025 ersetzt werden.
Das GEOMAR betreibt außer dem Forschungsschiff Alkor auch den Forschungskutter Littorina und das Forschungsboot Polarfuchs.

## Beschreibung
Der Antrieb des Schiffes erfolgt dieselelektrisch. Als Fahrmotor steht ein Elektromotor der Lloyd Dynamowerke (Typ: GC 395/103/6) mit einer Leistung von 1.100 kW zur Verfügung. Der Elektromotor wirkt auf einen Festpropeller und verleiht dem Schiff eine Höchstgeschwindigkeit von 12 kn. Für die Stromerzeugung stehen drei Dieselgeneratoren mit jeweils 800 kVA sowie ein Hilfsdiesel (195 kVA) und ein Notstromgenerator (35 kVA) zur Verfügung.
Das Schiff hat einen Einsatzradius von circa 7.500 Seemeilen und kann bis zu 30 Tage auf See bleiben. Es verfügt über vier Labore (Nass-, Trocken-, Thermo- und Mehrzwecklabor) sowie Winden, verschiedene Hebewerkzeuge wie Krane und ein schwenkbarer Heckgalgen und Echolotanlagen für Forschungszwecke.
Die Alkor hat einen Fahrterlaubnisschein für Kleine Fahrt und wird überwiegend in der Ostsee, dem Skagerrak und Kattegat und in der Nordsee eingesetzt. Ihre längste Fahrt führte in die Küstengewässer vor Portugal. Bis 2012 hat sie etwa 400 längere Forschungsfahrten durchgeführt und dabei über 520.000 Seemeilen zurückgelegt.

## Vorgänger
Das gleichnamige Vorgängerschiff, ein 30,8 Meter langer und mit 236 BRT vermessener Forschungskutter, war 1966 in Betrieb genommen worden. Er war bis 1990 24 Jahre für das Institut für Meereskunde in Kiel in Dienst und legte in dieser Zeit 326.000 Seemeilen zurück. Der Kutter fährt heute als Alk unter der Flagge der Niederlande.